# 山中央
山中 央（やまなか おう、1934年1月 - 2003年1月6日）は、日本のジャーナリスト。本名、江上茂。

## 生涯
東京生まれ。1956年、東京外国語大学英米語科卒業。ニッポン放送に入社し、報道部に勤務。1964年、東京12チャンネル（現在のテレビ東京）に転じ、報道部やスポーツ局に勤務。差別用語に対する規制問題への関心から、テレビ東京報道部では自主的に「放送用語集」を作成。1966年から1970年まで所属労働組合の書記長を務め、1970年から1974年まで民放労連常任中央執行委員を務めた。1991年にテレビ東京を定年退職。
テレビ局在職中から差別用語の問題を研究。差別用語辞典の完成を目指していたが、1995年に虎ノ門病院で食道癌の手術を受ける。しかし食道切除の際、代替に使った胃に潰瘍が生じ、それが大動脈を直撃して大量に出血し急死したため、差別用語辞典の編纂は未完に終わった。
「『差別する自由はない』ということばが、糾弾の"殺し文句"として使われているが、一方では『勝手に差別と決めつける自由もない』のである」と主張。変名で執筆していた理由につき、亀井洋二は「1991年まで企業所属（テレビ東京）の社員であったこと、取材、執筆にあたり協力者がいたことなどを配慮したことと思われる」と推察している。

## 著書
- 『ゆたかな日本語をめざして「差別用語」』（汐文社、1975年）用語と差別を考えるシンポジウム実行委員会名義
- 『新・差別用語』（汐文社、1992年）
- 『「差別」とメディアの自己規制』（部落問題研究所、1995年）
- 『差別用語を見直す―マスコミ界・差別用語最前線』（花伝社、2008年）江上茂名義。「用語問題取材班」名義で『放送レポート』に1992年7・8月号から2001年7・8月号まで38回にわたり連載した内容を一冊にまとめたもの。

## 訳書
- ビビアン・アンガス『ネコとあなたの心理学』（汐文社、1992年）江上茂名義